# Франо Кршинић
Франо Кршинић (Лумбарда, на Корчули, 24. јул 1897 — Загреб, 1. јануар 1982) је био југословенски и хрватски вајар.

## Биографија
Рођен је 24. јула 1897. године у Лумбарди на Корчули. Дуга каменоклесарска традиција у породици оставила му је у наслеђе сигуран и непосредан однос према камену. Стога се у младости одлучио за рад с каменом. Сходно томе похађао је Вајарски одсек Занатске школе у Корчули, а затим клесарско-каменарску школу у Хоржицама у Чешкој (1912 — 1916). Након завршене клесарско-каменарске школе уписао се на Уметничку академију у Прагу (1916 — 1920), где је студирао код Вацлава Мислбека и Јана Штурсе. У Чешкој се издржавао клесањем за друге. Дипломирао је 1920. године и одмах се вратио у Краљевину СХС. Живео је у Загребу од 1920. до 1922, те од 1922. до 1924. године у Земуну. У јесен 1924. године постао је учитељ клесања у Високој уметничкој школи у Загребу.
Био је један од оснивача групе Земља 1929. (из које је иступио 1930) те члан групе Независних. Од 1947. је водио мајсторску радионицу у Загребу. Као истакнути вајар, који је упорним радом изградио властити израз без наглих скокова и изненадних обрата био је члан Југословенске академије знаности и умјетности од 1948. године. Путовао је светом, па је тако био на студијским путовањима у Немачкој (1920), Грчкој (1922), Француској (1925. и 1937) и у Италији (1936).
Његова појава у хрватском кипарству означава прекид с натуралистичком фактографијом и илустративношћу улепшаног реализма, наративног академизма и орнаменталних облика сецесије. Кршинић је мајстор лирског облика, а највише домете постигао је у женским актовима и фигуралним композицијама и бронци, камену и мрамору (Дијана, 1928.; Буђење, 1928.; Чешљање, 1928.; Мајка и дете, 1940.; Неговатељица ружа, 1940. и 1953.; Мајчина игра, 1942.; Сећање, 1943.; Плети ме, плети, мајчице, 1950). Сажимањем ликовних елемената, мирним током линије, уравнотеженом градњом маса, идеализацијом и продуховљењем облика он исказује примарну топлину и буђење девојаштва, лепоту младости и интимну драж женства (Мајка купа дете, 1958).
Као изузетно плодан вајар у камену и бронзи извео је многе репрезентативне споменике (Фране Булић, Загреб, 1953; Еуген Кумичић, Загреб, 1937; Емануел Видовић, Сплит, 1963; Никола Тесла, Госпић, 1981). Значајни су му споменици Народноослободилачкој борби у Сиску (споменик „Устанак“), Грубишном Пољу (Споменик палим борцима и жртвама фашизма, срушен 1991), Дубровнику (Споменик „Партизан на вечној стражи“, срушен 1992), Бакру и Загребу (Споменик жртвама фашизма „Стрељање талаца“), те монументални лик Јосипа Броза (Титово Ужице, 1960). Радио је и скице за споменик Марку Орешковићу (1947), Ивану Гундулићу (1947), Палим ратницима (1948) и Јосипу Брозу (1948). Израдио је споменик Етиопског народног ослобођења (Адис Абеба, у сарадњи с Антуном Аугустинчићем, 1955).
Радио је и надгробне споменике у Загребу (обитељи Новак, Поповић, Ритиг и Краус на Мирогоју) и Дубровнику (обитељи Липановић), потом портрете, аутопортрете и попрсја (Анте Старчевић, Анте Ковачић, Ј. Кљаковић), ликове позоришних уметника у предворју Хрватског народног казалишта у Загребу у периоду од 1934. до 1948. године (А. Мандровић, Ј. Фројденрих, В. Лисински, Д. Деметер, И. Зајц, М. Ружичка, Строци), рељефе у садри (Сењски ускоци), бронзи (Дафнис и Цхлое; Рибари) и дрвету (Свирачи). Значајне су и његове композиције у теракоти разведенијих облика и немирније површине (Девојка с врчем, 1925.; Одмор, 1928.; Торзо, 1938.; Одмор сељанке, 1942).
Међу делима из послератног раздобља истичу се већ споменути Рибари (1947) и Спутана (1957). Бројна дела Фране Кршинића постављена су у јавним просторима и представљају примере складног споја скулптуре и околне средине (Пучка певачица, Илиџа, 1929.; Молитва, Београд, 1930.; Мајчина игра, Сарајево, 1946). Обле, прочишћене и једноставне форме Фране Кршинића оплемењују градске и парковне просторе у којима се налазе.
Самостално је излагао у Загребу (1921, 1929. и 1932), Београду (1922, 1924. и 1968) те у Дубровнику (1971). Ретроспективну изложбу одржао је у Уметничком павиљону у Загребу јесен 1968. године. Учествовао је на изложбама Пролећног салона (1921—1924), на Међународној изложби декоративне уметности у Паризу (1925), на изложби југословенске скулптуре и сликарства у Лондону (1930), на 22. и 25. бијеналу у Венецији (1940. и 1950) те још неким изложбама. Захваљујући своме раду добио је награду Владимир Назор за животно дело 1962. године и Награду АВНОЈ-а 1968. године.
Након 1974. године, престаје активно радити. Умро је 1. јануара 1982. године у Загребу.
Радови Фране Кршинића данас се налазе у приватним збиркама и музејима у Лондону, Женеви, Москви, Берлину, Минхену, Стокхолму, Њујорку, Вашингтону, Адис Абеби и Кавасакију.

## Галерија
- Дон Фране Булић, Загреб 1935.
- “Стрељање талаца“ - споменик жртвама палим у НОБ-у, Загреб
- Споменик „Стрељање талаца“ ноћу
- Споменик Јосипу Брозу Титу, Ужице, 1961.
- Споменик Николи Тесли у Државном парку Нијагарини водопади, Поклон Југославије САД.
- Споменик жртвама 2.светског рата у ауторовом родном месту Лумбарди
- Споменик „Рањени курир“, Београд
- Споменик палим борцима, Бакар
- Споменик „Устанак“; прво на Тргу слободе у Сиску, 1991. премештен у Спомен-парк Брезовица
- Преља 1939. (Музеј савремене уметности)
- Народна певачица 1930. (Музеј савремене уметности)